# Trèo cây Przevalski
Trèo cây Przevalski (danh pháp khoa học: Sitta przewalskii, danh pháp cũ: Sitta eckloni) là một loài chim thuộc họ Trèo cây (Sittidae).